# María José Castillo
María José Castillo (sinh ngày 11 tháng 8 năm 1990) là một ca sĩ Costa Rica. Cô được biết đến nhiều nhất với sự tham gia của cô trong Latin American Idol. Trong chương trình, cô kết thúc với tư cách là Á hậu, thua Margarita Henríquez. Album đầu tay của cô, "María José", được phát hành vào ngày 25 tháng 11 năm 2008. Album được ra mắt trên 10 album hàng đầu của Costa Rica ở vị trí 5. Đĩa đơn đầu tay "Abre Tu Corazón", đã lọt vào top 40 của Costa Rica ở vị trí 3.

## Sự nghiệp

### 2007-2008:Latin American Idolvà EP đầu tay
Castillo xuất hiện lần đầu trong ngành kinh doanh âm nhạc trong buổi thử giọng cho mùa thứ ba của chương trình Latin American Idol năm 2008. Cô được chọn tham gia hội thảo để xem liệu cô ấy có được chọn cho buổi hòa nhạc hay không. Cô đã được chọn vào hội thảo thứ ba và sau đó đã lọt vào top 10.
Castillo đến trận chung kết với Castillo đã trở thành á quân trong chương trình, nhưng sau đó nó đã được tiết lộ rằng cô đã nhận được những giải thưởng giống như người chiến thắng, Margarita Henríquez. Cô đã giành được hợp đồng âm nhạc với Sony BMG, một hợp đồng công khai với Westwood Entertainment và một đại lý. Toyota Latin America  cũng tặng cô một chiếc xe. Khi cô trở lại Costa Rica sau khi tham gia chương trình, Đại học Quốc gia, đã cho cô cơ hội học bất kỳ nghề nghiệp nào cô muốn và đưa ra liệu pháp cho giọng nói của cô.
María José đã phát hành album đầu tay vào cuối năm đó. Album có tiêu đề rất thành công trên Costa Rica vào Top 10 album Costa Rica. Ngoài ra, single dẫn đầu của nó cũng đã lọt vào Top 40 ca khúc Costa Rica ở vị trí thứ 3, có một trong những album xuất sắc nhất trong năm trên bảng xếp hạng đó. Album đã được chứng nhận Gold bởi Sony BMG. Đĩa đơn của album, "Abre Tu Corazón", được công chiếu trên các đài phát thanh vào ngày 10 tháng 11 năm 2008. Vào năm 2008, cô được chọn làm người lãnh đạo cho một lễ hội Costa Rica được gọi là El Festival De La Luz. ô được chọn bởi thị trưởng của San José, Johnny Araya.

### 2009 trở đi: Phòng thu album đầu tiên
Trong sự kiện 40 Principlaes, cô đã biểu diễn ca khúc "Para Siempre", được sắp đặt trong album sắp tới của cô. Cho đến nay nó đã là bài hát duy nhất được xác nhận là có trong album. Castillo nói rằng bài hát là "một trong những bài hát yêu thích của cô". Castillo cũng nói rằng cô ấy sẽ có một "cái nhìn mới" và cô ấy nói rằng cô ấy có kế hoạch thay đổi tên sân khấu của mình thành MaJo.